# Comté de Tarrant
Le comté de Tarrant, en anglais : Tarrant County, est l'un des 254 comtés de l'État du Texas, aux États-Unis. Fondé le 20 décembre 1849, il est le deuxième comté le plus peuplé de la région métropolitaine de Dallas/Fort Worth Metroplex et Fort Worth en est son siège de comté et la cinquième plus grande ville de l'État. Selon le recensement de 2020, sa population est de 2 110 640 habitants. Le comté a une superficie de 2 336,9 km2, dont 2 236,7 km2 en surfaces terrestres. Le comté est nommé en référence au général Edward H. Tarrant.

## Organisation du comté

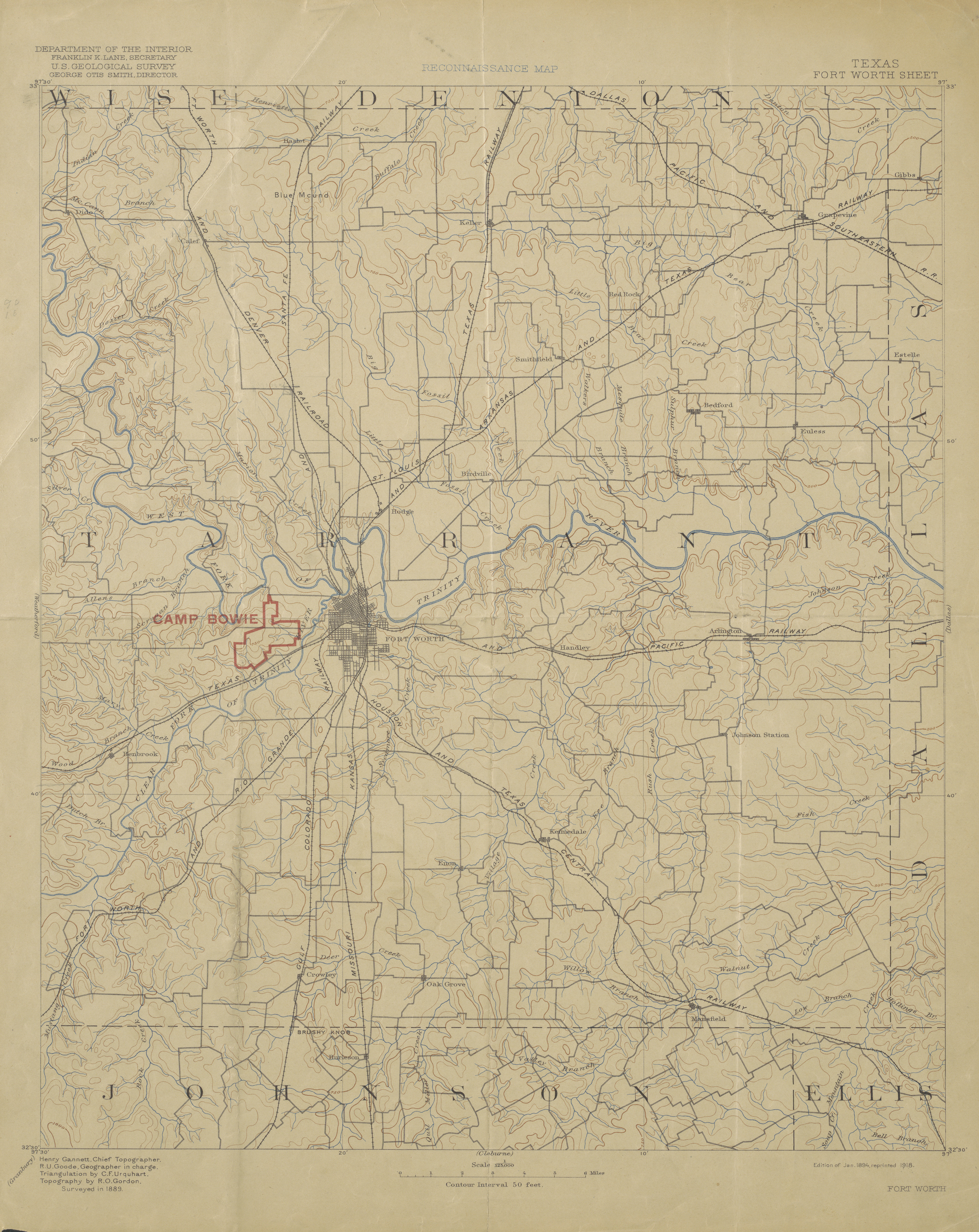
USGS Reconnaissance Map of Tarrant County, Texas, 1894

Le comté de Tarrant est créé le 20 décembre 1849, à partir de terres du comté de Navarro. Le 5 août 1850, il est définitivement organisé et autonome.
Le comté est baptisé en l'honneur du général Edward H. Tarrant, héros de la révolution texane, qui a joué un rôle déterminant dans l'expulsion des Amérindiens, notamment lors de la bataille de Village Creek (en),,.

## Géographie
Le comté de Tarrant est situé au nord-est de la partie centrale de l'État du Texas, aux États-Unis,. Son cours d'eau principal est le fleuve Trinity, qui draine le comté du nord-ouest au sud-est.
Il a une superficie totale de 2 336,7 km2, composée de 2 236,7 km2 de terres et de 100,2 km2 de zones aquatiques.

### Comtés limitrophes
| Comté de Wise   | Comté de Denton  |                 |
| Comté de Parker | Comté de Tarrant | Comté de Dallas |
|                 | Comté de Johnson | Comté d'Ellis   |

### Autoroutes inter-États
- Interstate 20
- Interstate 30
- Interstate 35W
- Interstate 635
- Interstate 820

## Démographie
Lors du recensement de 2010, le comté comptait une population de 1 809 034 habitants. Elle est estimée, en 2017, à 2 054 475 habitants,.

Pyramide des âges du comté de Tarrant (Texas) (2000).

Selon l'American Community Survey, en 2017, 70,79 % de la population âgée de plus de 5 ans déclare parler l'anglais à la maison, 21,56 % déclare parler l'espagnol, 1,88 % le vietnamien, 1,03 % l'arabe et 4,73 % une autre langue.